# Stadtburg Plettenberg
Die Stadtburg Plettenberg, auch als Burg Plettenberg bezeichnet, ist eine abgegangene Wasserburg in Plettenberg (damals noch Heslipho), die um 1100 von der Familie von Plettenberg errichtet wurde. Der Bau der Burg wird als Hauptgrund für die Umbenennung des Ortes Heslipho in Plettenberg vermutet.

## Lage und Baubeschreibung
Das Burggelände zog sich von der ehemaligen Burgmühle (später Dunkelsche Mühle genannt) entlang des Umlaufs bis zur Haltermannsbrücke, dann wieder elseaufwärts bis zur Einmündung der Oester, von dort oesteraufwärts bis zur Dunkelschen Mühle zurück. Es hatte eine Größe von ca. 4500 m² und bestand aus mehreren großen Burghäusern, die von hohen Mauern und Wassergräben umgeben waren. Es handelte sich um eine regelrechte Wasserburg, die auch über Schießscharten verfügte. Der Bau war romanisch mit Grundmauern von ca. 1,30 Metern Breite und Rundbögen über Fenstern und Türen. Türen und Treppenhaus aus Eichenholz wiesen kostbare Handschnitzereien auf.

## Geschichte
Die Geschichte des Hauses ist eng verbunden mit der uradeligen Familie von Plettenberg. Sie bewohnte zunächst den 1064 erstmals erwähnten Hof Plettonbraht am Zusammenfluss von Grüne und Oester, wo sich der Plattberg erhebt.
Später errichtete die Familie die Burg auf dem Gelände zwischen Umlauf und Else. Ihnen gehörte gleichzeitig die Dunkelsche Mühle, daher nannte sich der hier ansässige Zweig der Familie von der Moelen bzw. de Molendino. Die nur wenige Kilometer entfernt gelegene Burg Schwarzenberg wurde dagegen erst später Hauptsitz der Familie. Nach dem Umzug der Familie von Plettenberg in die Burg Schwarzenberg diente das Burggelände als Bauland für die Bevölkerung. Einzig das Burghaus und die Dunkelsche Mühle konnten bis ins 20. Jahrhundert bestehen.
Anfang des 19. Jahrhunderts gelangte das Burghaus an die Essener Familie Krupp, die es in den 1820er-Jahren renovierte. Der Bau erhielt dabei ein wesentlich anderes Gesicht.
Letzter Besitzer des Hauses war die Familie Haase, daher wird es auch heute noch als Haase’sches Haus bezeichnet – 1928 wird noch eine Witwe Erich Haase als Eigentümerin genannt. Zu diesem Zeitpunkt war es eines der ältesten Wohngebäude Deutschlands.
Im Oktober 1958 schließlich wurde das Haasesche Haus trotz vielfacher Proteste (unter anderem seitens des Landeskultusministers) abgerissen. Die im Haus befindlichen wertvollen Türen und Treppen wurden dem Burgmuseum Altena zur Verfügung gestellt. Eine alte Grabplatte aus dem Dreißigjährigen Krieg, gewidmet einem Mitglied des freiherrlichen Hauses von Plettenberg, die als Bodenplatte vor dem Spülstein in der Küche gedient hatte, wurde sichergestellt. Ursprünglich war auf dem Gelände die Errichtung eines Jugendheims geplant, 
Heute befindet sich auf dem ehemaligen Burggelände eine Filiale der Vereinigten Sparkasse im Märkischen Kreis.